# Akdeniz Üniversitesi
Die Akdeniz-Universität (türkisch Akdeniz Üniversitesi) ist eine Campus-Universität, die 1982 gegründet wurde. Sie hat ihren Sitz westlich des Zentrums der türkischen Stadt Antalya. Aktuell studieren etwa 17.000 Studierende an der Akdeniz-Universität. Auf dem Campus befinden sich neben zwölf Fakultäten vier berufsbildende Schulen.

## Professoren
- Nevzat Çevik (* 1962), Klassischer Archäologe
- Cengiz Işık (* 1949), Klassischer Archäologe
- Fahri Işık (* 1944), Klassischer Archäologe
- Havva İşkan Işık (* 1956), Klassische Archäologin
- Ömer Özkan (* 1971), plastischer Chirurg
- Sencer Şahin (1939–2014), Altphilologe und Epigraphiker
- Ender Varinlioğlu, Altphilologe und Epigraphiker